# العلاقات الأيرلندية الفيتنامية
العلاقات الأيرلندية الفيتنامية هي العلاقات الثنائية التي تجمع بين جمهورية أيرلندا وفيتنام.

## مقارنة بين البلدين
هذه مقارنة عامة ومرجعية للدولتين:
| وجه المقارنة                                              | جمهورية أيرلندا                                       | فيتنام           |
| --------------------------------------------------------- | ----------------------------------------------------- | ---------------- |
| المساحة (كم2)                                             | 70.27 ألف                                             | 331.69 ألف       |
| عدد السكان (نسمة)                                         | 4.76 مليون                                            | 94.66 مليون      |
| الكثافة السكانية (ن./كم²)                                 | 67.74                                                 | 285.39           |
| العاصمة                                                   | دبلن                                                  | هانوي            |
| اللغة الرسمية                                             | اللغة الأيرلندية، لغة إنجليزية، الإنجليزية الأيرلندية | اللغة الفيتنامية |
| العملة                                                    | جنيه أيرلندي، يورو، عملات اليورو الأيرلندية           | دونغ فيتنامي     |
| الناتج المحلي الإجمالي (بليون دولار)                      | 333.73 مليار                                          | 234.19 مليار     |
| الناتج المحلي الإجمالي (تعادل القوة الشرائية) بليون دولار | 318.16 مليار                                          | 553.42 مليار     |
| الناتج المحلي الإجمالي الاسمي للفرد دولار أمريكي          | 61.13 ألف                                             | 2.48 ألف         |
| الناتج المحلي الإجمالي للفرد دولار أمريكي                 |                                                       | 5.63 ألف         |
| مؤشر التنمية البشرية                                      | 0.916                                                 | 0.666            |
| رمز المكالمات الدولي                                      | +353                                                  | +84              |
| رمز الإنترنت                                              | .ie                                                   | .vn              |
| المنطقة الزمنية                                           | 00، ت ع م+01:00، أوروبا/دبلن ‏                         | ت ع م+07:00      |

## منظمات دولية مشتركة
يشترك البلدان في عضوية مجموعة من المنظمات الدولية، منها:
| علم المنظمة | اسم المنظمة                        | تاريخ انضمام جمهورية أيرلندا | تاريخ انضمام فيتنام |
| ----------- | ---------------------------------- | ---------------------------- | ------------------- |
|             | بنك التنمية الآسيوي                | 2006                         | 1966                |
|             | مؤسسة التنمية الدولية              | 22 ديسمبر 1960               | 24 سبتمبر 1960      |
|             | يونسكو                             | 3 أكتوبر 1961                | 6 يوليو 1951        |
|             | وكالة ضمان الاستثمار متعدد الأطراف | 27 أكتوبر 1989               | 5 أكتوبر 1994       |
|             | الأمم المتحدة                      | 14 ديسمبر 1955               | 20 سبتمبر 1977      |
|             | الفريق المعني برصد الأرض           | ?                            | ?                   |
|             | الاتحاد البريدي العالمي            | ?                            | ?                   |
|             | البنك الدولي للإنشاء والتعمير      | 8 أغسطس 1957                 | 21 سبتمبر 1956      |
|             | المنظمة الهيدروغرافية الدولية      | ?                            | ?                   |
|             | الاتحاد الدولي للاتصالات           | 8 ديسمبر 1923                | 24 سبتمبر 1951      |
|             | منظمة حظر الأسلحة الكيميائية       | ?                            | ?                   |
|             | مؤسسة التمويل الدولية              | 11 سبتمبر 1958               | 4 أغسطس 1967        |
|             | منظمة التجارة العالمية             | ?                            | 11 يناير 2007       |
|             | منظمة الشرطة الجنائية الدولية      | ?                            | ?                   |

## وصلات خارجية
- موقع وزارة الخارجية الأيرلندية
- موقع وزارة الخارجية الفيتنامية